# Sapria himalayana
Espèce
Sapria himalayana est une espèce de la famille des Rafflesiaceae.

## Systématique
Le nom correct complet (avec auteur) de ce taxon est Sapria himalayana Griff..
Sapria himalayana a pour synonymes :
- Richthofenia siamensis Hosseus
- Sapria griffithiana R.Br.
- Sapria himalayana f. albovinosa Bänziger & B.Hansen

## Description
Le corps visible est globuleux. Les fleurs mesurent environ 20 cm de diamètre, sont dioïques et unisexuées. Elles ont 10 bractées et sont de couleur rouge vif couvertes de taches jaune soufre. Elles apparaissent au-dessus du sol, fleurissent pendant 2 à 3 jours et ont une odeur putride. Les fleurs sont charnues avec une inflorescence imbriquée. Le périanthe est campanulé. Les fleurs mâles ont des anthères à 2 loges, largement ellipsoïdes, déhiscentes par des pores apicaux ; base du corps cupulaire apical convexe ; gynostégie rouge sang. Les fleurs femelles ont une base cupulaire concave avec des étamines stériles. Le gynostégie est plus robuste que les étamines. La saison de floraison et de fructification a lieu entre décembre et février. Après la floraison, la fleur déhiscente et devient foncée puis se décompose lentement. Les fruits sont gonflés et couronnés d'un périanthe. Les graines sont de la taille d'un raisin et de couleur brun noirâtre.
Sapria est un parasite des racines et ses hôtes habituels sont les lianes telles que Vitis et Tetrastigma. La tige florale est courte, dressée et non ramifiée. Il a été suggéré que la pollinisation soit assurée par des mouches, tandis que la dispersion des graines pourrait être assurée par des rongeurs, mais cette hypothèse n'a pas été confirmée par observation directe.